# Смит, Роберт (политик)
Роберт Смит (англ. Robert Smith; 3 ноября 1757 — 26 ноября 1842) — американский политический и государственный деятель, дипломат, младший брат сенатора Сэмюэля Смита; второй министр военно-морских сил США (1801—1809) и шестой государственный секретарь США (1809—1811).

## Биография
Смит родился в Ланкастере, Пенсильвания. Во время войны за независимость служил в Континентальной армии и участвовал в сражении при Брендивайне. В 1781 году окончил Принстонский университет и стал проходить юридическую практику в Мэриленде. В 1788 году Смит был избран в коллегию выборщиков от штата Мэриленд во время президентских выборов в США. С 1793 по 1795 год он был членом Сената штата Мэриленд, а с 1796 по 1800 год членом Палаты делегатов Мэриленда. В июле 1801 год президент Томас Джефферсон назначил Смита министром военно-морских сил, после того, как Уильям Джонс отказался от этой должности. 2 марта 1805 года Сенат утвердил Смита в качестве Генерального прокурора США и Джейкоба Крауниншилда министром военно-морских сил. Но вскоре Крауниншилд отказался от этого поста и Роберт Смит некоторое время был одновременно и прокурором и министром. В конце концов президент Джефферсон назначил Джона Брекинриджа генеральным прокурором, а Смит остался министром флота. Окончательно он покинул этот пост 4 марта 1809 года. 6 марта 1809 года преемник Джефферсона, Джеймс Мэдисон, назначил Смита Государственным секретарём США, и он служил в этой должности до своей вынужденной отставки 1 апреля 1811 года. Смит был тесно связан со своим братом, сенатором от Мэриленда Сэмюэлем Смитом. Он яростно выступал против министра финансов Альберта Галлатина. Смит так часто проводил противоположную политику, что Мэдисон в конце концов потребовал его отставки. В апреле 1811 года Мэдисон издал «Меморандум о Роберте Смите», в котором перечислялись все недостатки Смита на посту Госсекретаря: он поставил под сомнение его лояльность, нескромность при переговорах с Великобританией, также он выступал против усилий администрации добиться уступок от Великобритании и Франции путём ограничения торговли. Очевидно, Смит был сбит с толку этими и другими обвинениями, выдвинутыми Мэдисоном, и опубликовал реабилитацию «Обращения Роберта Смита к народу Соединённых Штатов» против внешней политики Мэдисона. Позже Мэдисон предложил ему пост посла США в России, который занимал Джон Куинси Адамс. Смит рассматривал предложение, но в итоге отказался от поста.
В 1813 году Смит стал президентом «Американского Библейского Общества». В 1818 году он стал основателем и президентом «Сельскохозяйственного общества штата Мэриленд», а затем удалился к более частной жизни, где наслаждался своим богатством. Роберт Смит умер 26 ноября 1842 года в Балтиморе, Мэриленд. В его честь назвали эскадренный миноносец «USS Robert Smith (DD-324)».